# 政治的リベラリズム
『政治的リベラリズム』（せいじてき-、Political Liberalism）は、アメリカ合衆国の政治哲学者、ジョン・ロールズによって1993年に発表された著作。自著『正義論』（1971年）において示された正義概念に関する理論に対する多数の批判を踏まえ、「重なり合う合意」（overlapping concensus）や「公共的理性」（public reason）などの観念を用い、再度自らの理論を提示した。

## 構成と概要
本書は、基本的に『正義論』以降、1980年代に発表された諸論考が基になっており、初版では計8つの章から構成されている。（1996年の増補版では、ドイツの社会哲学者、ユルゲン・ハーバーマスとの間で展開された議論を増補し、9章構成となっている）このうち、最初の3つの論文は、1980年にコロンビア大学で行われた講演が基になっている。これらの諸論考により、ロールズは、『正義論』以降に自らが展開した議論を、ある程度体系的な形で示し直すことを試みている。
本書でロールズは、自らの理論が「形而上学的」なものではなく、「政治的」なものであることを強調している。これは、自らの正義に関する構想が、特定の「包括的教説」に基づくものではなく、異なる「包括的教説」を抱く人によっても（それぞれ理由付けは異なっていても）支持可能なものであるという主張を展開する。これは、異なる「包括的教説」に基づく人々が、それぞれの「包括的教説」は維持しつつも、社会的協働を行う上での基本的な枠組み（ロールズの言葉を使うと「基礎構造」、憲法などがこれにあてはまる）を共有できることを示している。

## 執筆までの経緯
ロールズは、先に見たように、1971年に主著『正義論』を出版した。同書は、それまでのメタ倫理学的議論の隆盛という倫理学・法哲学・政治哲学などの領域において、規範的な議論を復権させる上で大きな役割を果たしたとされる（このような議論の盛り上がりの背景には公民権運動などのアメリカ社会の動きの影響も指摘される）が、このために逆に批判の対象となることも多かった。
特に政治哲学の領域では、ロールズの立場（＝平等主義的リベラリズム、他にロナルド・ドゥウォーキンなどに代表される）に対し、ロバート・ノージックらの哲学的リバタリアニズムによる批判、またアラスデア・マッキンタイアやマイケル・サンデルなどによって代表されるコミュニタリアニズムによる批判がなされたと整理されることが多い。このうち、『政治的リベラリズム』に対するロールズの議論的変遷に影響を与えたのは、コミュニタリアニズムに属する哲学者の議論であるという指摘がある。すなわち、サンデルなどが指摘するように、ロールズの理論は個人の属する共同体という枠組みを十分に考慮しておらず、この点で論証にも問題があるという問題に対する、ロールズなりの応答して『政治的リベラリズム』が示されたというものである。
先にも見たように、ロールズは『政治的リベラリズム』に先立ち、複数の論文を執筆し、これをもとに『政治的リベラリズム』を構成した。このうち、1985年の論文「公正としての正義」は副題に「形而上学的でなく、政治的な」と付くもので、その後の理論において重要な位置を占めるものだったとされる。

## 主要観念と理論の枠組み
以上のような経緯を踏まえ、本書では『正義論』などで示した正義の諸原理を核とする自らの正義に関する構想の根本は維持しつつ、それを異なる「包括的教説」を抱く個人によって構成されている社会で正当化することができるかという問題が扱われる。
ロールズによると、「秩序だった社会」(well-ordered society）は、様々な宗教的・哲学的諸教説（諸宗教によるものはもちろん、ミル的・カント的な倫理学的立場なども含まれる）を持つ人々が、それぞれの持つ「包括的教説」から独立に、公共的理性に訴えかける方法で「重なり合う合意」のもと、正義に関する構想を支持することによって実現する。なお、この際に支持される正義に関する構想は、自ら『正義論』などで主張してきた構想（＝一般的に「公正としての正義」と呼ばれる）のみではなく、他の「理に適った」正義に関する構想も含まれるという指摘がある。

## 反響と批判
『正義論』に対するそれのように、本書に対しても多数の議論が展開された。そのうちの一つ、ドイツの哲学者ユルゲン・ハーバーマスとの議論は「ジャーナル・オブ・フィロソフィー」で展開され、最終的には本書の増補版にロールズによる応答論文が収められている。この議論では、ロールズは基本的にハーバーマスの議論が「包括的教説」に基づくものであることを指摘し、そういった意味で自らの議論と差異があることを確認している。また、ポール・ワイスマンはロールズの「政治的転回」に関する議論を公刊したが、これはロールズの議論における「政治的転回」の位置づけを独自の視点から行ったものとして注目される。
他にも、日本人による研究も複数なされている。法哲学者である井上達夫は、ロールズの「政治的転回」（＝『政治的リベラリズム』に見られるような非基礎づけ主義的な立場への転回）が、普遍的な正義を追求する試みからの「後退」であるとしてこれを批判する。

## その後のロールズ理論などとのつながり
その後、ロールズは『万民の法』に結実する、国家間正義の問題に議論を展開していくが、その際にも基本的に本書で示された枠組みが前提とされている。すなわち、リベラルな一国内での正義原理の導出と正当化というレベルでは、本書で示されたような議論が適用され、これとは別に非リベラルな諸人民にも共有される原理が別に示されるという形を取る。また、最晩年の著作（講義録）『公正としての正義 再説』では『正義論』など『政治的リベラリズム』以前に示されていた正義の諸原理を核とする、正義に関する実体的な理論と、『政治的リベラリズム』における理論とをより整合的な形で示す努力が払われている。
また、他の政治哲学者による議論にも影響を与えており、先にも触れたマーサ・ヌスバウムのほか、プラグマティズムの潮流に属するとされるリチャード・ローティなどへの影響も指摘される。また、その後の多文化主義に関する議論に対する影響も注目される。